# Gall (Häuptling)

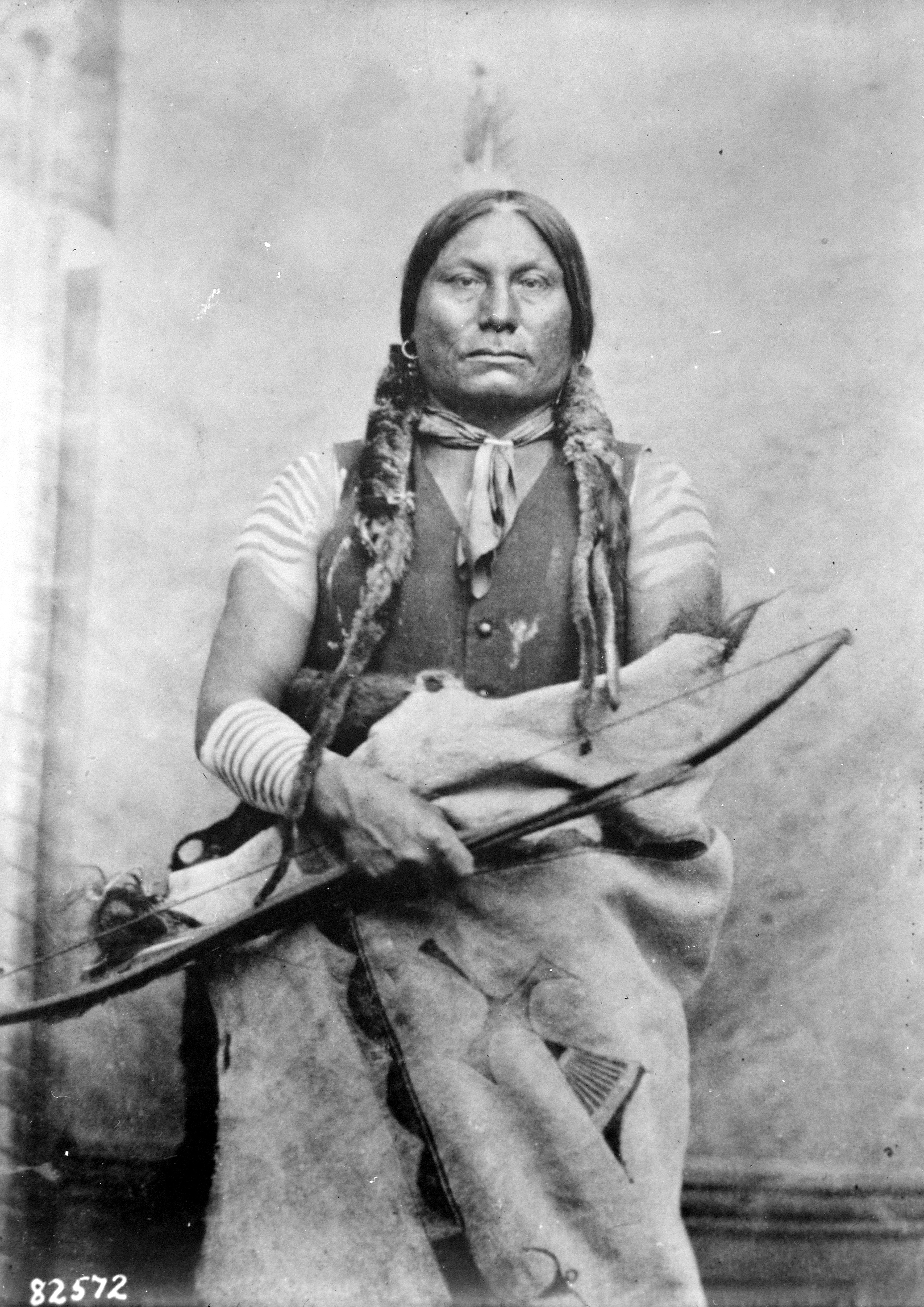
Gall auf einer Fotografie von 1881

Pizi (englisch Man Who Goes in the Middle ‚Mann der in der Mitte geht‘) oder Ta-Pe-Se, Gall (* um 1840 am Moreau River, South Dakota; † 5. Dezember 1894 in Oak Creek, South Dakota), war ein Kriegshäuptling der Hunkpapa, eines Zweiges der Lakota in der Stammesgemeinschaft der Sioux. Er nahm eine führende Rolle im Krieg gegen die Vereinigten Staaten ein. In seiner Jugend erhielt er den Namen Matohinsa oder Matohinshdar (englisch Bear Shedding His Hair ‚Bär, der seine Haare abschubbert‘).

## Leben
Gall, der früh seinen Vater verloren hatte und als Halbwaise aufwuchs, soll seinen Namen erhalten haben, nachdem er die Galle eines Tieres gegessen hatte, das ein Nachbar zuvor getötet hatte. Seine Mutter war eine arme Witwe, die von ihrem Stamm unterstützt wurde. Als junger Krieger nahm Gall in den Jahren 1866 bis 1868 an vielen Schlachten unter der Führung von Chief Red Cloud teil. Als 1868 der Vertrag von Fort Laramie geschlossen wurde, gehörte Gall zu einer Gruppe von Kriegern, die sich weigerten in die dort vorgegebenen Reservate zurückkehrten. Sitting Bull nahm ihn als jüngeren Bruder an und machte ihn später zu einem seiner Kriegshäuptlinge. Die US-Armee schrieb ein Kopfgeld für Gall aus, der des Mordes beschuldigt wurde. Als Gall daraufhin nach Fort Berthold ging, um zu erklären, dass er unschuldig sei, wurde er gefangen genommen, bajonettiert und dort zurückgelassen, da angenommen wurde, dass er tot sei. Doch er überlebte und rächte sich später mit mehreren blutigen Überfällen.
Im Jahr 1876 vereinigten sich Sitting Bull, Gall und ihre Krieger in einem Lager am Little Bighorn River. Es war die bis dahin größte Versammlung indianischer Streitkräfte in der Region der nördlichen Great Plains. Am 25. Juni wurde das Lager durch Truppen unter General George Armstrong Custer und  Major Marcus Reno angegriffen. Am 26. Juni griff Gall mit seinen Kriegern Renos Männer an und zwang sie zum Rückzug. Anschließend wandten sich seine Krieger gemeinsam mit denen von Crazy Horse gegen Custers Kavallerie, kreisten seine Truppen ein und trugen somit zu deren vollständiger Vernichtung bei. Das Lager wurde abgebrochen, als bekannt wurde, dass der Hauptteil der US-Streitkräfte auf dem Weg nach dort war. Die Stammesverbände trennten sich und zogen sich in nördliche Gebiete zurück. Nach mehreren Gefechten mit der Armee flohen Gall, Sitting Bull und ihre Anhänger nach Kanada. Nach vier Jahren im Exil verließen Gall und andere 1880 Sitting Bull, kehrten in die USA zurück und ließen sich in der Standing Rock Reservation nieder.
1889 wurde er zum Richter am Court of Indian Affairs ernannt und trug im selben Jahr maßgeblich zur Ratifizierung des letzten Abkommens mit den Lakota-Indianern bei. Dieser Beschluss zerlegte das Siouxreservat in mehrere kleinere Parzellen, und ein Teil des Landes wurde an die Weißen abgetreten. In seinen letzten Jahren war Gall im Auftrag seines Stammes Gesandter in Washington, DC.